# الهنود الأوربيون البدائيون

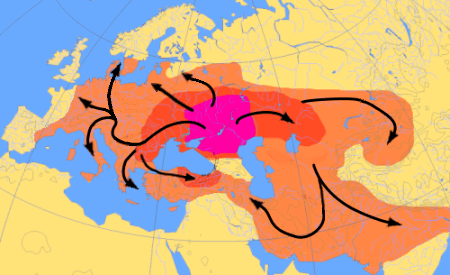

الهنود الأوربيون البدائيون أو الهندوربيون البدائيون كانوا هم المتحدثون باللغة الهندية الأوروبية البدائية (PIE)، وهي اللغة المعاد بنائها في عصر ما قبل التاريخ في منطقة أوراسيا.
تنبع المعرفة بهم أساسًا من إعادة البناء اللغوي، بجانب الأدلة المادية من علم الآثار وعلم الوراثة الأثري. ومع هذا، فإن إعادة البناء اللغوي مليء بالشكوك الكبيرة ومحل للتخمين. وفقًا لبعض علماء الآثار، من المفترض أن لا يشارك المتحدثون بالهندية الأوروبية البدائية أحدًا فيها وهم شعب أو قبيلة مميزة الهوية، ولكن كانت هناك مجموعة من أجداد السكان المتعلقين على نحو غير محكم بمن بعدهم، الذين لا يزالون منتمين لعصر ما قبل التاريخ جزئيًا والعصر البرونزي للهنود الأوروبيين. وكان علماء الآثار هم أصحاب وجهة النظر المذكورة الذين افترضوا وطنًا أصليًا واسع المدى وعمقًا زمنيًا كبيرًا. إضافةً إلى ذلك، لم يشارك اللغويون في وجهة النظر المذكورة، حيث تشغل اللغات البدائية بوجه عام مناطق جغرافية صغيرة على مدى فترة زمنية محدودة، وبوجه عام يتحدثها مجتمعات مترابطة مثل القبائل الصغيرة المنعزلة.
ومن هذا المنظور، فإن الفترة الزمنية المفترضة للهنود الأوروبيين البدائيين كانت أثناء أواخر العصر الحجري الحديث، أو ما يقرب من أربعة آلاف عام قبل الميلاد. وتضعهم البحوث الرئيسية في منطقة سهول الغابات مباشرة الواقعة شمال الطرف الغربي من سهول بحر قزوين البنتيكي في شرق أوروبا. ومد بعض علماء الآثار العمق الزمني للهندية الأوروبية البدائية لوسط العصر الحجري الحديث (5500 حتى 4500 قبل الميلاد) أو حتى أوائل العصر الحجري الحديث (7500 حتى 5500 قبل الميلاد)، واقترحوا افتراضات الموقع البديلة.
في أواخر الألفية الثالثة قبل الميلاد وصلت فروع الهنود الأوربيون البدائيون إلى الأناضول و إيجة و غرب أوروبا و وسط آسيا و سيبيريا الجنوبية 

## التاريخ البحثي
قام الباحثون بعديد من المحاولات لربط عدد من ثقافات ما قبل التاريخ مع الشعوب التي تتحدث لغات هندية أوروبية بدائية، لكن كل هذه النظريات لا تزال حيز التخمين.
علماء القرن التاسع عشر الذين عالجوا لأول مرة مسألة الموطن الأصلي للشعب الهندي الأوروبي (أورهيمات باللغة الألمانية)، لم يملكوا سوى أدلة لغوية على أفكارهم. حاولوا القيام بتحديد موضع تقريبي من خلال إعادة بناء لغوي لأسماء النباتات والحيوانات (أهمها الزان والسلمون) وكذلك الثقافة والتقنية (ركزت ثقافة العصر البرونزي تربية الحيوانات والأحصنة). انقسمت الآراء في الأوساط العلمية بصورة أساسية بين فرضية أوروبية، تفترض قيام هجرة من أوروبا إلى آسيا، وفرضية آسيوية، ترى أن الهجرة حدثت بالاتجاه المعاكس.
في أوائل القرن العشرين، ارتبط السؤال بتوسع ما يفترض بكونه «العرق الآري»، وهي نظرية فقدت مصداقيتها الآن، روّج لها خلال مرحلة توسع الإمبراطوريات الأوروبية وظهور «العنصرية العلمية». يبقى السؤال محط جدل فيما يخص بعض أصناف القومية العرقية.
حدثت سلسلة من التطورات الرئيسية في السبعينيات نتيجة تقارب عوامل عدّة. بدايةً، أصبحت طريقة التأريخ بالكربون المشع (التي اخترعت في سنة 1949) رخيصة بالقدر الكافي للتطبيق على نطاق واسع. من خلال علم تحديد أعمار الأشجار (التأريخ بدراسة حلقات الأشجار، يمكن لمؤرخي قبل التاريخ معايرة تواريخ الكربون المشع إلى درجة عالية من الدقة. أخيرًا، قبل سبعينيات القرن الماضي، كانت أجزاء من أوروبا الشرقية وآسيا الوسطى محظورة الدخول على العلماء من الغرب، إضافة إلى عدم قدرة علماء الآثار غير الغربيين على النشر في في المجلات الغربية التي يراجعها الأقران. عالج العمل الرائد لماريجا جيمبوتاس، بمساعدة من كولين رينفرو، معالجة تلك المشكلة جزئيًا على الأقل من خلال تنظيم الرحلات الاستكشافية والترتيب لمزيد من التعاون الأكاديمي بين العلماء الغربيين وغير الغربيين.
تعتمد فرضية كورغان، اعتبارًا من عام 2017، النظرية الأكثر انتشارًا، على الأدلة اللغوية والأثرية، ولكنها غير مقبولة عمومًا. تقترح النظرية أصل الهنود الأوروبيين البدائيين إلى سهوب بونتيك – قزوين خلال العصر الحجري النحاسي. تفضل أقلية من الباحثين النظرية الأناضولية. نظريات أخرى (الفرضيات الأرمينية، ونظرية خارج الهند، ونظرية استمرارية العصر الحجري القديم، وفرضية البلقان) تحظى بمجرد دعم علمي هامشي.
فيما يتعلق بالمصطلحات، في القرن التاسع عشر وأوائل القرن العشرين، استخدم مصطلح «الآري» للإشارة إلى الهنود الأوروبيين البدائيين وأحفادهم. إلا أن مصطلح «الآري» ينطبق على نحو ملائم أكثر على الهنود الإيرانيين، وفرع الهنود الأوروبيين الذين سكنوا استقروا في أجزاء من الشرق الأوسط وجنوب آسيا، حيث تؤكد اللغات الهندية والإيرانية صريحًا صراحةً على المصطلح كتسمية ذاتية تشير إلى كلّية شعبهم، في حين أن نفس الجذر «آري» للجذر الهندي الأوروبي البدائي هو أساس أشكال الكلمات اليونانية والجرمانية التي يبدو أنها تشير فقط إلى النخبة الحاكمة في المجتمع الهندي الأوروبي البدائي. في الواقع، يؤكد الدليل المتوفر فقط على وجود دلالة اجتماعية ثقافية «للنخبة» شائعة لكن غامضة مرتبطة بالمجتمع الهندي الأوروبي البدائي، مثل كون اشتقاق المعجم الاجتماعي الثقافي اليوناني والأسماء الجرمانية من هذا الجذر غير كاف لتحديد ما إذا كان المفهوم مقصورًا على الإشارة إلى نخبة اجتماعية وسياسية، أو ما إذا كان يمكن أن يطبق بالمعنى الأشمل على صفة متجذرة في الأسلاف يزعم أنها تميز جميع الأفراد الإثنيين في مجتمع الهنود الأوروبيين البدائيين. تلك الإشارة الأخيرة وحدها هي التي يمكن أن تكون بمثابة وصف ذاتي وشامل للشعب الهندي الأوروبي البدائي.
بحلول أوائل القرن العشرين، استخدم هذا المصطلح في سياق عنصري يشير إلى «عرق سيادي» مفترض أبيض أزرق العينين، بلغ ذروته بمذابح النازيين في أوروبا. في وقت لاحق، تخلى العلماء إلى حد كبير عن مصطلح الآري في وصف الهنود الأوروبيين بالعموم (إلا أنه لا يزال مصطلح هندو آري يستخدم للإشارة إلى الفرع الذي استقر في جنوب آسيا).

## فرضيات أورهيمات
وفقًا لبعض علماء الآثار، لا يمكن افتراض أن متحدثي اللغات الهندية الأوروبية البدائية شعبًا واحدًا أو قبيلة واحدة يمكن تمييزها، ولكنهم كانوا مجموعة من السكان المرتبطين ارتباطًا فضفاضًا بأجدادهم الهنود الأوروبيين من العصر البرونزي المتأخر قبل التاريخ. يتبنى هذا الرأي علماء الآثار الذين يطرحون فكرة وجود موطن أصلي واسع النطاق يمتد طويلًا عبر الزمن. إلا أن اللغويين لا يشاطرونهم هذا الرأي، فاللغات البدائية، مثلها مثل جميع اللغات قبل وسائل الاتصال والنقل الحديثين، شغلت مناطق جغرافية ضيقة على مدى فترة زمنية محدودة، وتحدثتها مجموعة من المجتمعات المترابطة، أو قبيلة بالمعنى الأوسع.
طرح الباحثون مجموعة كبيرة من المواقع المقترحة لأول متحدثين باللغة الهندية الأوروبية البدائية. الواقع أن عددًا قليلًا فقط من هذه الفرضيات نجا من التمحيص والتدقيق على خبراء أكاديميين في الدراسات الهندية الأوروبية بالقدر الكافي لإشراكه في المحاججة الأكاديمية الحديثة.

### سهوب بونتيك – قزوين
وضع أوتو شرادر (1883) وفي. غوردون تشايلد (1926) فرضية كورغان (أو السهب)، وأعيد تنسيقها لاحقًا على يد ماريا غيمبوتاس من عام 1956 فصاعدًا. استمد الاسم من الكورغان (الجثوة أو روابي الدفن الترابية) في السهوب الأوراسية. تقترح الفرضية أن الهنود الأوروبيين، وهي حضارة بدوية، وأبوية متقاربة من جهة الأب في سهوب بونتيك – قزوين (التي تشكل اليوم جزءًا من شرق أوكرانيا وجنوب روسيا)، توسعت على موجعات عدة خلال الألفية الثالثة قبل الميلاد، بالتزامن مع ممارسة البشر ترويض الأحصنة. تاركين علامات أثرية تشير إلى تواجدهم (انظر حضارة الخزف المحزم)، أخضعوا المزارعين الأوروبيين من الحجر الحجري، المسالمين والمتساوين والمتقاربين من جهة الأم إلى نظرية غيمبوتاس لأوروبا القديمة. إنّ شكلًا معدلًا لتلك النظرة طرحه جي. بي. مالوري، يرجع تاريخ الهجرات المبكرة (إلى حوالي 3500 قبل الميلاد)، ويخفف التشديد على طبيعتهم العنيفة شبه العسكرية، يظل وجهة النظر الأكثر قبولًا حول التوسع الهندي الأوروبي البدائي.